# Proconosama aemilia
Proconosama aemilia är en insektsart som först beskrevs av William Lucas Distant 1908.  Proconosama aemilia ingår i släktet Proconosama och familjen dvärgstritar.
Artens utbredningsområde är Bolivia. Inga underarter finns listade i Catalogue of Life.